# 聖トマスの不信 (カラヴァッジョ)
『聖トマスの不信』（せいトマスのふしん、独: Der ungläubige Thomas、英: The Incredulity of Saint Thomas）は、イタリア・バロックの巨匠ミケランジェロ・メリージ・ダ・カラヴァッジョが1601年-1602年ごろ、キャンバス上に油彩で制作した絵画で、物語の劇的瞬間を捉えた画家の代表作の1つである。伝記作者ジョヴァンニ・バリオーネによれば、チリアーコ・マッテイのために描かれたということであるが、1606年にはカラヴァッジョのパトロンであったヴィンチェンツォ・ジュスティニアーニが所有していた。この絵画については真筆かどうかの議論があったが、1960年にジュスティニアーニの死後に作成された目録が発見され、議論は決着した。作品は、ドイツのポツダムにあるサン・スーシ宮殿の絵画館に所蔵されている (1945年に旧ソ連に運ばれたが、1958年に返還された)。

## 主題
本作に表される聖トマスの物語は、『新約聖書』の「ヨハネによる福音書」 (20章24-29) に記述されている。復活したイエス・キリストが弟子の前に姿を現した時、そこにいなかったトマスは、キリストの釘痕に指を入れてみなければ信じないといった。一週間後にキリストが現れて、「あなたの指をここに当てて、わたしの手を見なさい。また、あなたの手を伸ばし、わたしの脇腹に入れなさい。信じない者ではなく、信じる者になりなさい」(20章27) というのである。

## 作品

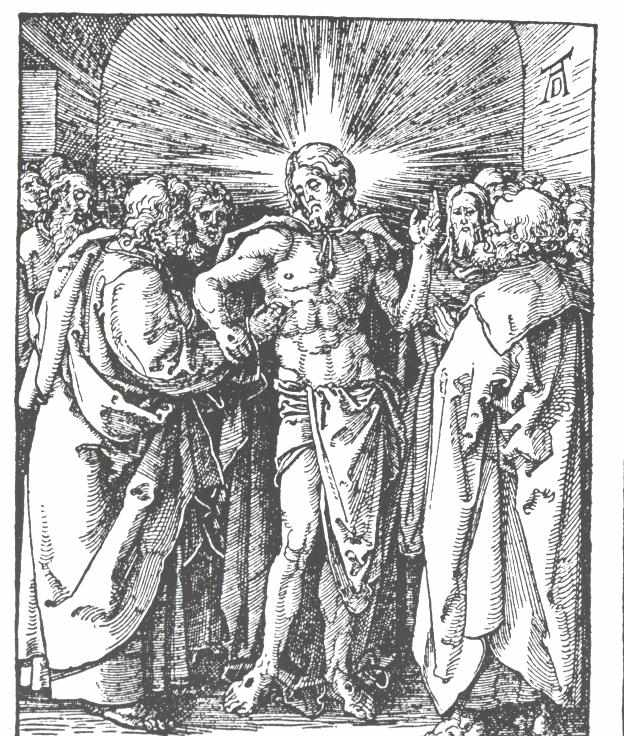
アルブレヒト・デューラーの版画 (小受難シリーズ)『聖トマスの不信』(1511年)、大英博物館、ロンドン

聖書にはトマスが実際にキリストの傷に手を入れたとは記されていないが、本作ではキリストがトマスの手をとって人差し指を傷に入れさせている。この図像は、ドイツ・ルネサンス期の巨匠アルブレヒト・デューラーの版画 (小受難シリーズ) によってイタリアに導入されたといわれる。しかし、デューラーの版画に見られるような、キリストが中央に立ち、トマスが左側から近づくという一般的な構図とは違い、本作では主人公にぐっと近づいて「手のドラマ」が展開している。3人の使徒たちとキリストの4つの頭部が接近し、半円形の構図を統一しているが、その演出の発想と描写の技術は衝撃的である。キリストがトマスの手を握って傷口に導くと、トマスは驚き、目を見張っている。カラヴァッジョは、「信じない者」が「信じる者」になる瞬間を捉えているのである。一方、使徒たちとは対照的に、すべてを見通すキリストは淡々としている。
本作は、『聖マタイと天使』（1602年、サン・ルイジ・デイ・フランチェージ教会内コンタレッリ礼拝堂、ローマ）および『イサクの犠牲』（1603年、ウフィツィ美術館、フィレンツェ）と同じグループに属す絵画で、本作の一番上に描かれている使徒はそれら2作品にも登場する共通のモデルである。
なお、この絵画はカラヴァッジョの作品中、もっとも数多くの複製が制作されたものである。17世紀には、現在フィレンツェのウフィツィ美術館にある非常に出来のよい作品を初め22点の複製が制作されており、本作が人々に与えた衝撃の深さを推し量ることができる。

## ギャラリー

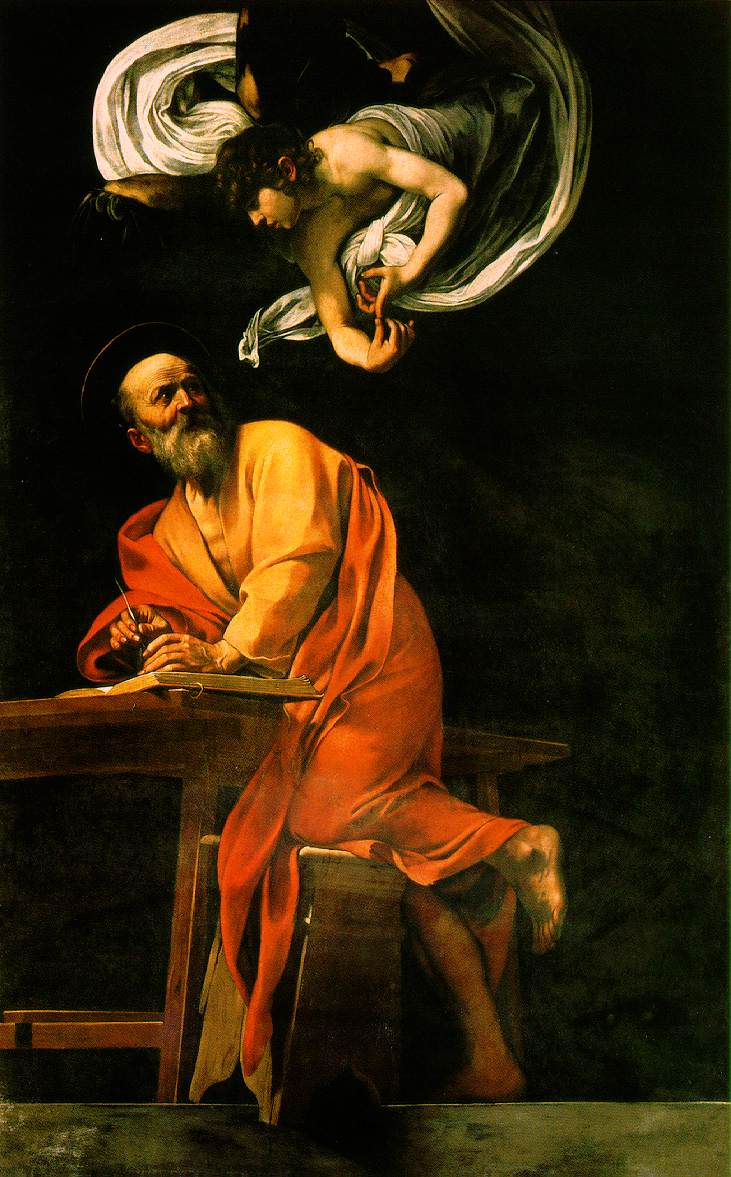
カラヴァッジョ『聖マタイと天使』 (1602年)、サン・ルイジ・デイ・フランチェージ教会 (コンタレッリ礼拝堂（英語版）)、ローマ
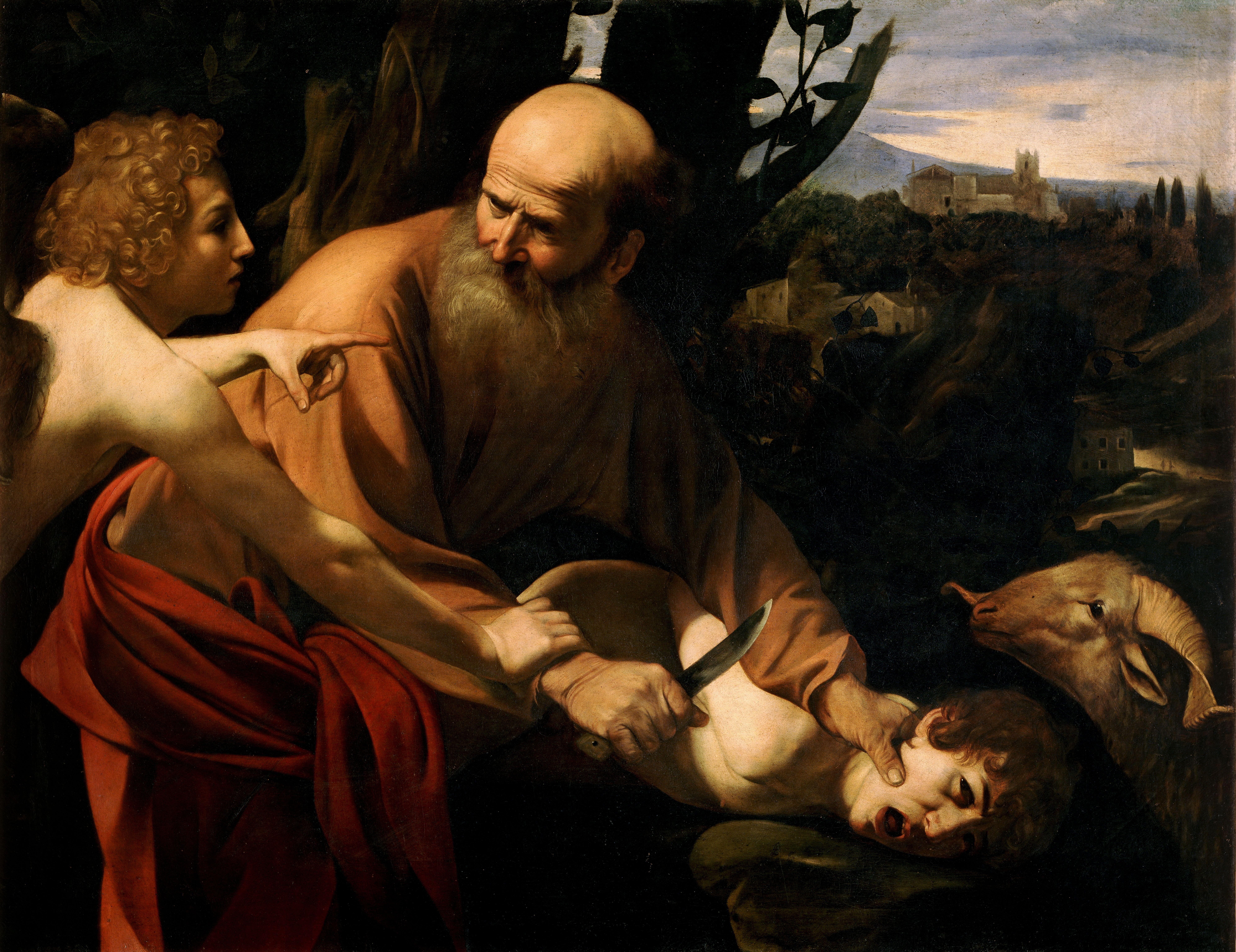
カラヴァッジョ『イサクの犠牲』 (1603年)、ウフィツィ美術館、フィレンツェ
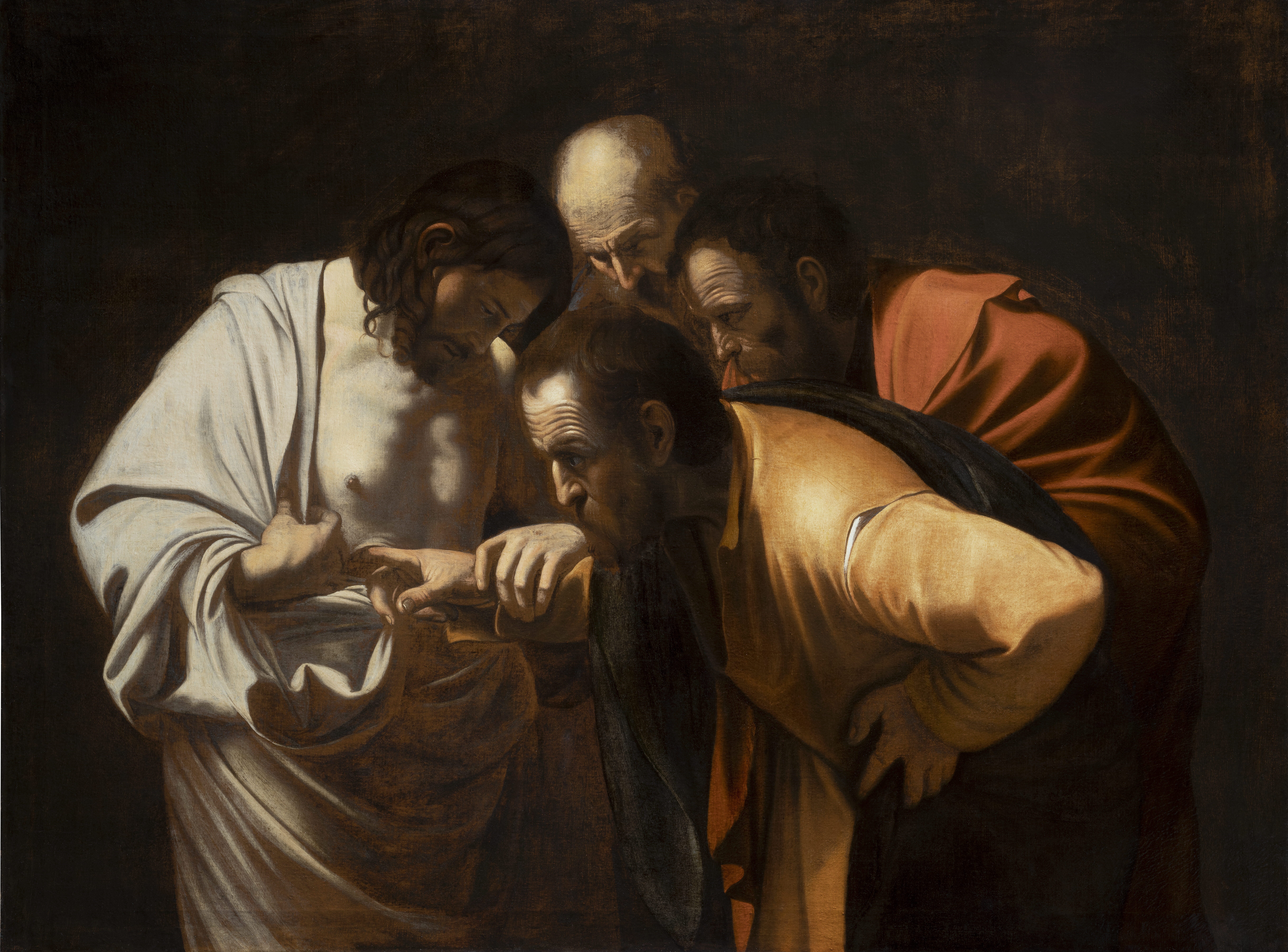
『聖トマスの不信』の複製、ウフィツィ美術館、フィレンツェ